# Werkzeugmechaniker
Werkzeugmechaniker ist in Deutschland und Österreich ein anerkannter Beruf bzw. Ausbildungsberuf, der dem Berufsfeld Metall zugeordnet ist. Der Werkzeugmechaniker ist ein Facharbeiter, der Werkzeuge herstellt, wartet oder repariert. Unter Werkzeugen versteht man hier teils sehr komplexe Werkzeuge für die Serienfertigung von Kunststoff-, Blech- oder Medizinteilen.

## Berufsbild

### Historisch
Zu Beginn der Bronzezeit – also etwa 2000 Jahre vor Christus – lernte man, Kupfer und Zinn zu Bronze zu verschmelzen und daraus erste Werkzeuge und Waffen wie Äxte, Messer oder Pfeilspitzen zu gießen. Mit Beginn der Eisenzeit löste der härtbare Stahl die früher verwendeten weicheren Metalle ab. Die im handwerklichen Arbeitsprozess benötigten Werkzeuge und einfachen Maschinen konnten über viele Jahrhunderte meist von Schmieden hergestellt werden. Mit dem heutigen Werkzeugbau hatte dies noch wenig zu tun. Erst die im 19. Jahrhundert einsetzende Industrialisierung und der Siegeszug der Werkzeugmaschine schuf die Voraussetzungen für die heutige große Bedeutung der Werkzeugmechaniker. Für die mechanisierten Arbeitsprozesse wurden nämlich zum Teil sehr komplexe Stanz-, Press- und Formwerkzeuge sowie spezielle Vorrichtungen, Geräte und Apparate in großer Zahl und in hoher Qualität benötigt, die entsprechend ausgebildete Fachkräfte erforderten.

### Aktuell
Die komplexen Werkzeuge für die Serienproduktion von Metall und Kunststoffteilen in der Industrie stellen Werkzeugmechaniker (heute meist an computergesteuerten Maschinen CNC-Maschinen) her. Dazu fertigen sie nach der Vorgabe von Werkzeichnungen und Plänen zuerst Präzisions-Einzelteile an und bauen diese dann zu funktionstüchtigen Werkzeugen und Werkzeugmaschinen zusammen. Dabei müssen Toleranzen von zehntel- bis hundertstel Millimetern und bei Bedarf auch tausendstel Millimetern (µm), eingehalten werden. Ferner programmieren, bedienen, warten und reparieren Werkzeugmechaniker die computerunterstützten Fertigungsmaschinen.
Werkzeugmechaniker arbeiten in Werkhallen von Industriebetrieben oder in Werkstätten aber auch im Service bei Kunden vor Ort. Unabhängig vom jeweiligen Einsatzgebiet arbeiten sie mit den anderen am Produktionsablauf beteiligten Bereichen im Betrieb zusammen. Daher sind für die Qualitätssicherung und die laufende Verbesserung von Prozessabläufen mitverantwortlich.

Druckgusswerkzeug für Aluminium, hier sieht man die Angussseite
Druckgusswerkzeug für Aluminium, hier sieht man die Auswerferseite
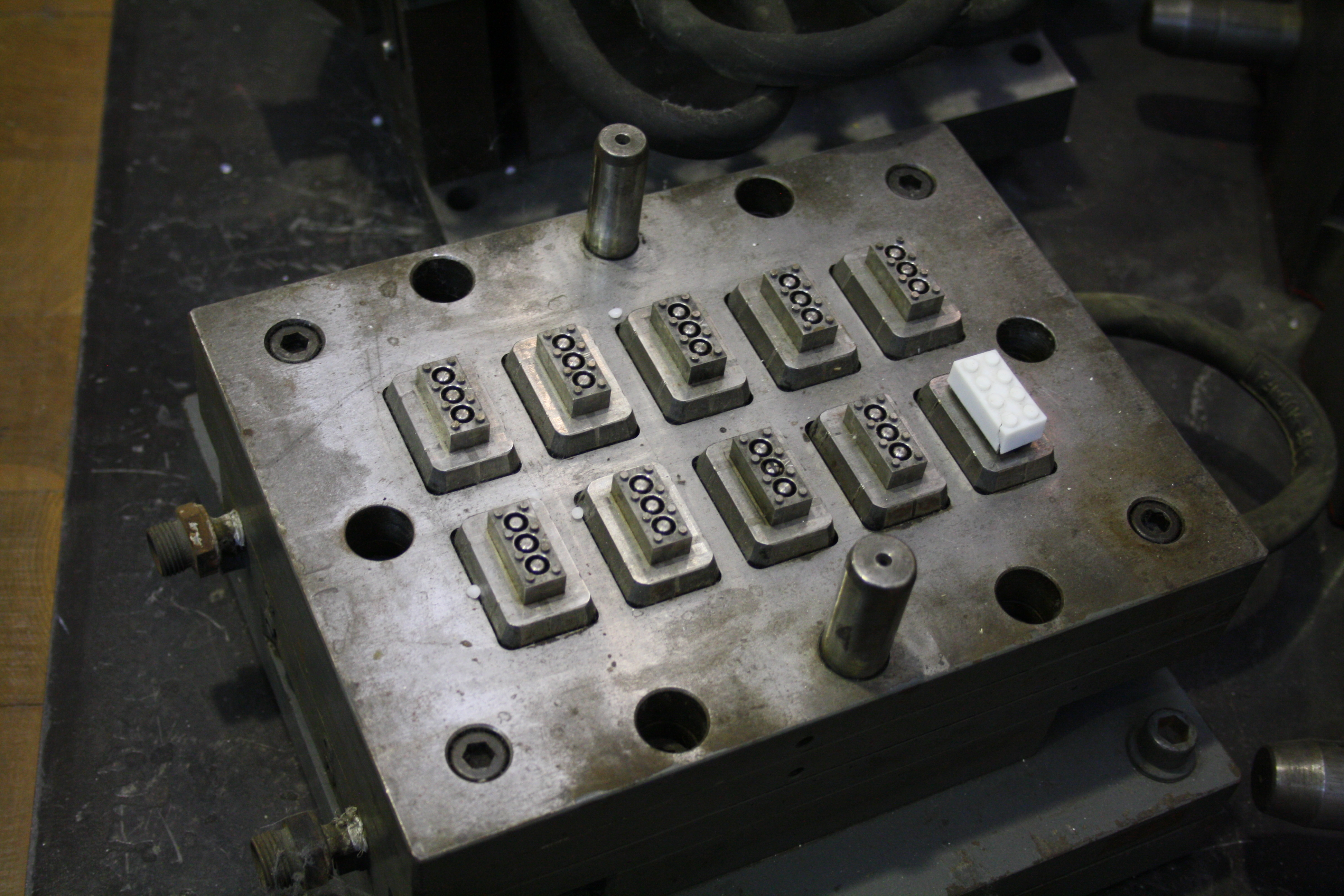
Formhälfte für Legobausteine
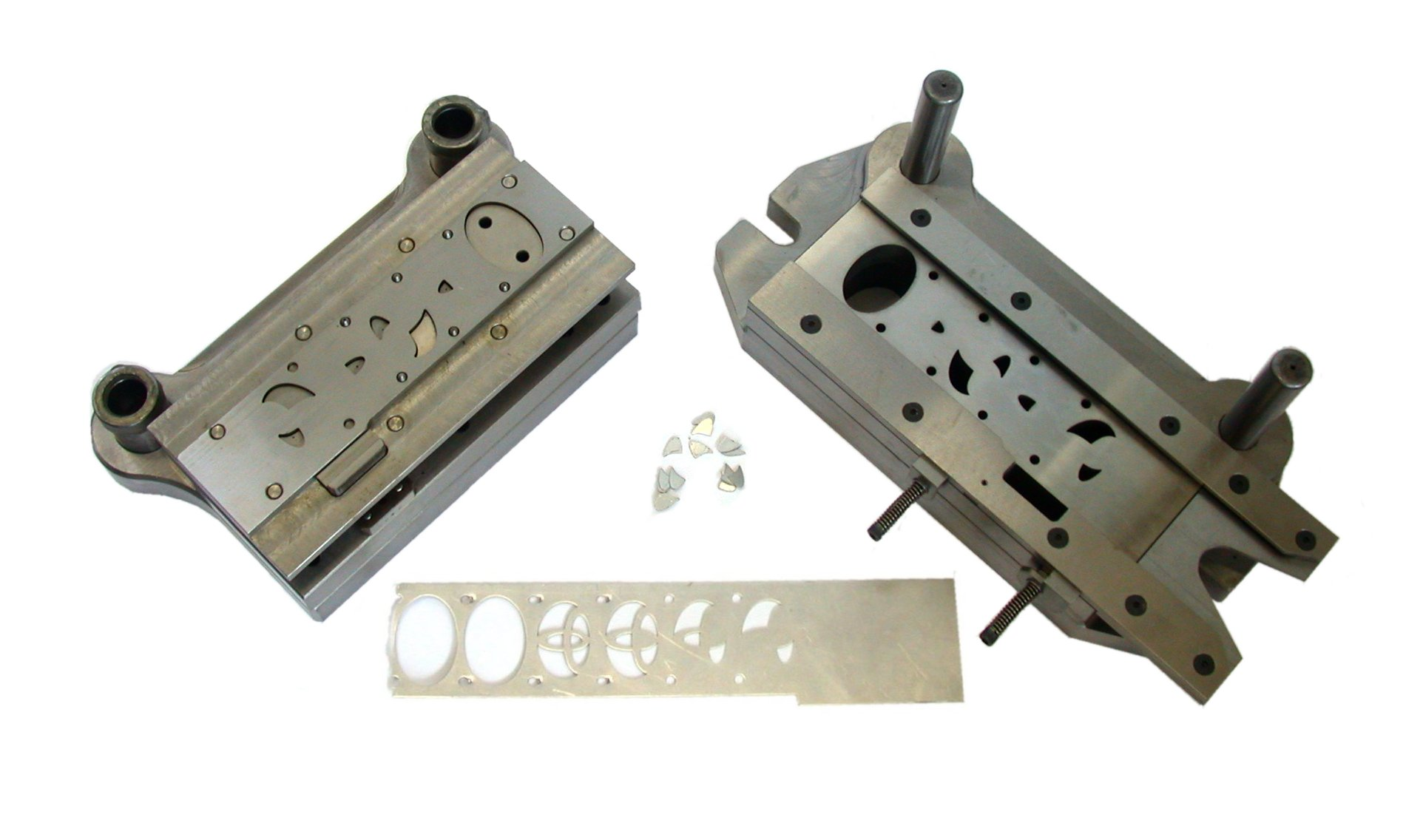
Folgeschneidwerkzeug

## Ausbildung

### Deutschland
Die dreieinhalbjährige Berufsausbildung nach dem Berufsbildungsgesetz (BBiG) erfolgt im dualen Ausbildungssystem bei entsprechenden industriellen Betrieben und an Berufsschulen und endet mit der Abschlussprüfung.
In der ersten Zeit der Ausbildung absolviert man, wie in allen anderen gewerblichen Metallberufen auch, den Grundlehrgang Metall. Dabei werden alle Fähigkeiten der manuellen Bearbeitungsverfahren wie: Reiben, Gewindebohren, Sägen und vor allem Feilen vermittelt. Mit diesen Bearbeitungsverfahren werden im Grundlehrgang zunächst einfachste Werkstücke ohne Zeitvorgabe wie z. B: U-Stähle bearbeiten (z. B. winklig/eben feilen). Später wird die Schwierigkeitsstufe gesteigert und man muss unter einer bestimmten Zeitvorgabe unter anderem Zentrierwinkel und Streichmaß fertigen. Danach wird der Auszubildende nach und nach an die Maschinen herangeführt.
Im Berufsschulunterricht, der in 14 Lernfelder unterteilt ist, lernt er die Grundlagen der Technischen Physik (Mechanik), Chemie und der Technischen Mathematik. In den Fachstufen (2.–4. Lehrjahr) folgen Steuerungs- und Regelungstechnik (Hydraulik, Pneumatik, Elektropneumatik) und der CNC-Technik. Damit erwirbt er Kenntnisse in fast allen Berufsfeldern der Fertigungstechnik, die er dann als Facharbeiter im Werkzeugbau anwenden kann.
Der Werkzeugmechaniker kann darüber hinaus für die folgenden Bereiche ausgebildet werden.
- Stanz- und Umformtechnik
- Formentechnik
- Vorrichtungstechnik
- Lehrenbau
- Instrumententechnik
- Betreiben von Hilfs- und Beförderungsmitteln wie Kranen, Flurförderzeugen und Pressen

Dabei wurden bis 2004 die Fachrichtungen Stanz-, Umform-, Formen-, Instrumenten- und Vorrichtungstechnik unterschieden. Seither gilt eine einheitliche Ausbildungsordnung ohne Fachrichtungen.
In einigen Bundesländern besteht die Möglichkeit, parallel zur Ausbildung, über Wochenendkurse die Fachhochschulreife zu erlangen.
Die Ausbildung und Prüfung findet in der Berufsschule statt.

#### Fortbildung
Nach erfolgreich abgeschlossener Ausbildung besteht die Möglichkeit sich, nach einigen Jahren Berufserfahrung, zum Industriemeister oder Techniker fortzubilden. Des Weiteren besteht die Möglichkeit, sich zum Ausbilder ausbilden zu lassen.

### Österreich
Die Ausbildungsinhalte unterscheiden sich nur unwesentlich von denen in Deutschland bzw. entsprechen dem Berufsbild. Seit 1. Juni 2011 wurde der Lehrberuf Werkzeugmechanik durch den Modullehrberuf Metalltechnik ersetzt. Lehrlinge im Modullehrberuf können Werkzeugmechanik/bautechnik als Ausbildungsschwerpunkt (Hauptmodul genannt) wählen. Sie werden dreieinhalb oder vier Jahre im dualen System ausgebildet und legen am Ende die Lehrabschlussprüfung ab. Im Rahmen des Modullehrberufs können auch noch andere Schwerpunkte, wie z. B. Ausbildung zum Zerspanungstechniker oder Fahrzeugbautechniker belegt werden. Bei anderen verwandten Lehrberufen wie Produktionstechniker verkürzt sich die Lehrzeit ebenfalls.
Zahlreiche fachspezifische Fort- und Weiterbildungsangebote stehen zur Auswahl, ebenso die Ausbildung zum Meister oder Werkmeister. Die selbstständige Berufsausübung ist für Werkzeugmechaniker/Metalltechniker unter anderem im Handwerk der Schlosser und Mechatroniker möglich. In Österreich benötigt man für Höherqualifizierungen an Kollegs, Fachhochschulen und Universitäten meistens die Berufsmatura (Berufsreifeprüfung), die sich aus der Lehrabschlussprüfung und vier weiteren Prüfungen zusammensetzt.